# CART World Series 1997
CART World Series 1997 kördes över 17 omgångar, mest i USA, men med deltävlingar i Kanada, Australien och Brasilien. Alex Zanardi i Chip Ganassi Racing vann här sin första stora racingtitel. 

## Delsegrare
| Bana             | Vinnare           | Team                 | Rapport |
| ---------------- | ----------------- | -------------------- | ------- |
| Homestead        | Michael Andretti  | Newman/Haas Racing   | *       |
| Surfers Paradise | Scott Pruett      | Patrick Racing       | *       |
| Long Beach       | Alex Zanardi      | Chip Ganassi Racing  | *       |
| Nazareth         | Paul Tracy        | Marlboro Team Penske | *       |
| Rio de Janeiro   | Paul Tracy        | Marlboro Team Penske | *       |
| Gateway          | Paul Tracy        | Marlboro Team Penske | *       |
| Milwaukee        | Greg Moore        | Forsythe Racing      | *       |
| Detroit          | Greg Moore        | Forsythe Racing      | *       |
| Portland         | Mark Blundell     | PacWest Racing       | *       |
| Cleveland        | Alex Zanardi      | Chip Ganassi Racing  | *       |
| Toronto          | Mark Blundell     | PacWest Racing       | *       |
| Michigan         | Alex Zanardi      | Chip Ganassi Racing  | *       |
| Mid-Ohio         | Alex Zanardi      | Chip Ganassi Racing  | *       |
| Road America     | Alex Zanardi      | Chip Ganassi Racing  | *       |
| Vancouver        | Maurício Gugelmin | PacWest Racing       | *       |
| Laguna Seca      | Jimmy Vasser      | Chip Ganassi Racing  | *       |
| Fontana          | Mark Blundell     | PacWest Racing       | *       |

### Homestead
| Plats | Förare             | Team                     |
| ----- | ------------------ | ------------------------ |
| 1     | Michael Andretti   | Newman/Haas Racing       |
| 2     | Paul Tracy         | Marlboro Team Penske     |
| 3     | Jimmy Vasser       | Chip Ganassi Racing      |
| 4     | Greg Moore         | Forsythe Racing          |
| 5     | Scott Pruett       | Patrick Racing           |
| 6     | Maurício Gugelmin  | PacWest Racing           |
| 7     | Alex Zanardi       | Chip Ganassi Racing      |
| 8     | Parker Johnstone   | Team KOOL Green          |
| 9     | Patrick Carpentier | Bettenhausen Motorsports |
| 10    | Bryan Herta        | Team Rahal               |

### Surfers Paradise
| Plats | Förare           | Team                |
| ----- | ---------------- | ------------------- |
| 1     | Scott Pruett     | Patrick Racing      |
| 2     | Greg Moore       | Forsythe Racing     |
| 3     | Michael Andretti | Newman/Haas Racing  |
| 4     | Alex Zanardi     | Chip Ganassi Racing |
| 5     | Gil de Ferran    | Walker Racing       |
| 6     | André Ribeiro    | Tasman Motorsports  |
| 7     | Raul Boesel      | Patrick Racing      |
| 8     | Mark Blundell    | PacWest Racing      |
| 9     | Dario Franchitti | Hogan Racing        |
| 10    | Bobby Rahal      | Team Rahal          |

### Long Beach
| Plats | Förare            | Team                 |
| ----- | ----------------- | -------------------- |
| 1     | Alex Zanardi      | Chip Ganassi Racing  |
| 2     | Maurício Gugelmin | PacWest Racing       |
| 3     | Scott Pruett      | Patrick Racing       |
| 4     | Al Unser Jr.      | Marlboro Team Penske |
| 5     | Parker Johnstone  | Team KOOL Green      |
| 6     | Bryan Herta       | Team Rahal           |
| 7     | Paul Tracy        | Marlboro Team Penske |
| 8     | Raul Boesel       | Patrick Racing       |
| 9     | Jimmy Vasser      | Chip Ganassi Racing  |
| 10    | Bobby Rahal       | Team Rahal           |

### Nazareth
| Plats | Förare            | Team                 |
| ----- | ----------------- | -------------------- |
| 1     | Paul Tracy        | Marlboro Team Penske |
| 2     | Michael Andretti  | Newman/Haas Racing   |
| 3     | Al Unser Jr.      | Marlboro Team Penske |
| 4     | Gil de Ferran     | Walker Racing        |
| 5     | Jimmy Vasser      | Chip Ganassi Racing  |
| 6     | Bobby Rahal       | Team Rahal           |
| 7     | Bryan Herta       | Team Rahal           |
| 8     | Raul Boesel       | Patrick Racing       |
| 9     | Maurício Gugelmin | PacWest Racing       |
| 10    | Scott Pruett      | Patrick Racing       |

### Rio de Janeiro
| Plats | Förare        | Team                 |
| ----- | ------------- | -------------------- |
| 1     | Paul Tracy    | Marlboro Team Penske |
| 2     | Greg Moore    | Forsythe Racing      |
| 3     | Scott Pruett  | Patrick Racing       |
| 4     | Alex Zanardi  | Chip Ganassi Racing  |
| 5     | Raul Boesel   | Patrick Racing       |
| 6     | Bryan Herta   | Team Rahal           |
| 7     | Al Unser Jr.  | Marlboro Team Penske |
| 8     | Mark Blundell | PacWest Racing       |
| 9     | Jimmy Vasser  | Chip Ganassi Racing  |
| 10    | Bobby Rahal   | Team Rahal           |

### Gateway
| Plats | Förare             | Team                     |
| ----- | ------------------ | ------------------------ |
| 1     | Paul Tracy         | Marlboro Team Penske     |
| 2     | Patrick Carpentier | Bettenhausen Motorsports |
| 3     | Gil de Ferran      | Walker Racing            |
| 4     | Alex Zanardi       | Chip Ganassi Racing      |
| 5     | Jimmy Vasser       | Chip Ganassi Racing      |
| 6     | Maurício Gugelmin  | PacWest Racing           |
| 7     | Parker Johnstone   | Team KOOL Green          |
| 8     | Adrián Fernández   | Tasman Motorsports       |
| 9     | Richie Hearn       | Della Penna Motorsports  |
| 10    | André Ribeiro      | Tasman Motorsports       |

### Milwaukee
| Plats | Förare             | Team                     |
| ----- | ------------------ | ------------------------ |
| 1     | Greg Moore         | Forsythe Racing          |
| 2     | Michael Andretti   | Newman/Haas Racing       |
| 3     | Jimmy Vasser       | Chip Ganassi Racing      |
| 4     | Raul Boesel        | Patrick Racing           |
| 5     | Maurício Gugelmin  | PacWest Racing           |
| 6     | Paul Tracy         | Marlboro Team Penske     |
| 7     | Gil de Ferran      | Walker Racing            |
| 8     | Patrick Carpentier | Bettenhausen Motorsports |
| 9     | Scott Pruett       | Patrick Racing           |
| 10    | Roberto Moreno     | Newman/Haas Racing       |

### Detroit
| Plats | Förare                | Team                 |
| ----- | --------------------- | -------------------- |
| 1     | Greg Moore            | Forsythe Racing      |
| 2     | Michael Andretti      | Newman/Haas Racing   |
| 3     | Gil de Ferran         | Walker Racing        |
| 4     | Jimmy Vasser          | Chip Ganassi Racing  |
| 5     | Roberto Moreno        | Newman/Haas Racing   |
| 6     | Raul Boesel           | Patrick Racing       |
| 7     | Bryan Herta           | Team Rahal           |
| 8     | Al Unser Jr.          | Marlboro Team Penske |
| 9     | Bobby Rahal           | Team Rahal           |
| 10    | Juan Manuel Fangio II | All American Racing  |

### Portland
| Plats | Förare               | Team                 |
| ----- | -------------------- | -------------------- |
| 1     | Mark Blundell        | PacWest Racing       |
| 2     | Gil de Ferran        | Walker Racing        |
| 3     | Raul Boesel          | Patrick Racing       |
| 4     | Christian Fittipaldi | Newman/Haas Racing   |
| 5     | Greg Moore           | Forsythe Racing      |
| 6     | Maurício Gugelmin    | PacWest Racing       |
| 7     | Paul Tracy           | Marlboro Team Penske |
| 8     | Michael Andretti     | Newman/Haas Racing   |
| 9     | Parker Johnstone     | Team KOOL Green      |
| 10    | Adrián Fernández     | Tasman Motorsports   |

### Cleveland
| Plats | Förare               | Team                 |
| ----- | -------------------- | -------------------- |
| 1     | Alex Zanardi         | Chip Ganassi Racing  |
| 2     | Gil de Ferran        | Walker Racing        |
| 3     | Bryan Herta          | Team Rahal           |
| 4     | Al Unser Jr.         | Marlboro Team Penske |
| 5     | Bobby Rahal          | Team Rahal           |
| 6     | Christian Fittipaldi | Newman/Haas Racing   |
| 7     | Paul Tracy           | Marlboro Team Penske |
| 8     | Scott Pruett         | Patrick Racing       |
| 9     | Mark Blundell        | PacWest Racing       |
| 10    | Parker Johnstone     | Team KOOL Green      |

### Toronto
| Plats | Förare            | Team                 |
| ----- | ----------------- | -------------------- |
| 1     | Mark Blundell     | PacWest Racing       |
| 2     | Alex Zanardi      | Chip Ganassi Racing  |
| 3     | André Ribeiro     | Tasman Motorsports   |
| 4     | Michael Andretti  | Newman/Haas Racing   |
| 5     | Scott Pruett      | Patrick Racing       |
| 6     | Maurício Gugelmin | PacWest Racing       |
| 7     | Jimmy Vasser      | Chip Ganassi Racing  |
| 8     | Raul Boesel       | Patrick Racing       |
| 9     | Bobby Rahal       | Team Rahal           |
| 10    | Paul Tracy        | Marlboro Team Penske |

### Michigan 500
| Plats | Förare            | Team                 |
| ----- | ----------------- | -------------------- |
| 1     | Alex Zanardi      | Chip Ganassi Racing  |
| 2     | Mark Blundell     | PacWest Racing       |
| 3     | Gil de Ferran     | Walker Racing        |
| 4     | Paul Tracy        | Marlboro Team Penske |
| 5     | Bryan Herta       | Team Rahal           |
| 6     | Maurício Gugelmin | PacWest Racing       |
| 7     | Dennis Vitolo     | Project Indy         |
| 8     | Max Papis         | Arciero-Wells Racing |
| 9     | Hiro Matsushita   | Arciero-Wells Racing |
| 10    | Gualter Salles    | Payton/Coyne Racing  |

### Mid-Ohio
| Plats | Förare            | Team                |
| ----- | ----------------- | ------------------- |
| 1     | Alex Zanardi      | Chip Ganassi Racing |
| 2     | Greg Moore        | Forsythe Racing     |
| 3     | Bobby Rahal       | Team Rahal          |
| 4     | Raul Boesel       | Patrick Racing      |
| 5     | Jimmy Vasser      | Chip Ganassi Racing |
| 6     | Gil de Ferran     | Walker Racing       |
| 7     | Maurício Gugelmin | PacWest Racing      |
| 8     | Michael Andretti  | Newman/Haas Racing  |
| 9     | Scott Pruett      | Patrick Racing      |
| 10    | André Ribeiro     | Tasman Motorsports  |

### Road America
| Plats | Förare                | Team                    |
| ----- | --------------------- | ----------------------- |
| 1     | Alex Zanardi          | Chip Ganassi Racing     |
| 2     | Maurício Gugelmin     | PacWest Racing          |
| 3     | Gil de Ferran         | Walker Racing           |
| 4     | Christian Fittipaldi  | Newman/Haas Racing      |
| 5     | Scott Pruett          | Patrick Racing          |
| 6     | Bobby Rahal           | Team Rahal              |
| 7     | Al Unser Jr.          | Marlboro Team Penske    |
| 8     | Jimmy Vasser          | Chip Ganassi Racing     |
| 9     | Richie Hearn          | Della Penna Motorsports |
| 10    | Juan Manuel Fangio II | All American Racing     |

### Vancouver
| Plats | Förare               | Team                 |
| ----- | -------------------- | -------------------- |
| 1     | Maurício Gugelmin    | PacWest Racing       |
| 2     | Jimmy Vasser         | Chip Ganassi Racing  |
| 3     | Gil de Ferran        | Walker Racing        |
| 4     | Alex Zanardi         | Chip Ganassi Racing  |
| 5     | Al Unser Jr.         | Marlboro Team Penske |
| 6     | Raul Boesel          | Patrick Racing       |
| 7     | Mark Blundell        | PacWest Racing       |
| 8     | Bryan Herta          | Team Rahal           |
| 9     | Christian Fittipaldi | Newman/Haas Racing   |
| 10    | André Ribeiro        | Tasman Motorsports   |

### Laguna Seca
| Plats | Förare            | Team                |
| ----- | ----------------- | ------------------- |
| 1     | Jimmy Vasser      | Chip Ganassi Racing |
| 2     | Mark Blundell     | PacWest Racing      |
| 3     | Alex Zanardi      | Chip Ganassi Racing |
| 4     | André Ribeiro     | Tasman Motorsports  |
| 5     | Gil de Ferran     | Walker Racing       |
| 6     | Bryan Herta       | Team Rahal          |
| 7     | Gualter Salles    | Payton/Coyne Racing |
| 8     | Raul Boesel       | Patrick Racing      |
| 9     | Maurício Gugelmin | PacWest Racing      |
| 10    | Roberto Moreno    | Payton/Coyne Racing |

### Fontana
| Plats | Förare               | Team                |
| ----- | -------------------- | ------------------- |
| 1     | Mark Blundell        | PacWest Racing      |
| 2     | Jimmy Vasser         | Chip Ganassi Racing |
| 3     | Adrián Fernández     | Tasman Motorsports  |
| 4     | Maurício Gugelmin    | PacWest Racing      |
| 5     | Bobby Rahal          | Team Rahal          |
| 6     | Gil de Ferran        | Walker Racing       |
| 7     | Scott Pruett         | Patrick Racing      |
| 8     | Robby Gordon         | Hogan Racing        |
| 9     | Christian Fittipaldi | Newman/Haas Racing  |
| 10    | P.J. Jones           | All American Racing |

## Slutställning
| Plats | Förare                | Team                                                            | Poäng |
| ----- | --------------------- | --------------------------------------------------------------- | ----- |
| 1     | Alex Zanardi          | Chip Ganassi Racing                                             | 195   |
| 2     | Gil de Ferran         | Walker Racing                                                   | 162   |
| 3     | Jimmy Vasser          | Chip Ganassi Racing                                             | 144   |
| 4     | Maurício Gugelmin     | PacWest Racing                                                  | 132   |
| 5     | Paul Tracy            | Marlboro Team Penske                                            | 121   |
| 6     | Mark Blundell         | PacWest Racing                                                  | 115   |
| 7     | Greg Moore            | Forsythe Racing                                                 | 111   |
| 8     | Michael Andretti      | Newman/Haas Racing                                              | 108   |
| 9     | Scott Pruett          | Patrick Racing                                                  | 102   |
| 10    | Raul Boesel           | Patrick Racing                                                  | 91    |
| 11    | Bryan Herta           | Team Rahal                                                      | 72    |
| 12    | Bobby Rahal           | Team Rahal                                                      | 70    |
| 13    | Al Unser Jr.          | Marlboro Team Penske                                            | 67    |
| 14    | André Ribeiro         | Tasman Motorsports                                              | 42    |
| 15    | Christian Fittipaldi  | Newman/Haas Racing                                              | 42    |
| 16    | Parker Johnstone      | Team KOOL Green                                                 | 36    |
| 17    | Patrick Carpentier    | Bettenhausen Motorsports                                        | 27    |
| 18    | Adrián Fernández      | Tasman Motorsports                                              | 27    |
| 19    | Roberto Moreno        | Bettenhausen Motorsports Payton/Coyne Racing Newman/Haas Racing | 16    |
| 20    | Gualter Salles        | Davis/Craig Racing Payton/Coyne Racing                          | 10    |
| 21    | Richie Hearn          | Della Penna Motorsports                                         | 10    |
| 22    | Dario Franchitti      | Hogan Racing                                                    | 10    |
| 23    | Juan Manuel Fangio II | All American Racing                                             | 9     |
| 24    | Max Papis             | Arciero-Wells Racing                                            | 8     |
| 25    | Dennis Vitolo         | Project Indy                                                    | 5     |
| 26    | Robby Gordon          | Hogan Racing                                                    | 5     |
| 27    | Hiro Matsushita       | Arciero-Wells Racing                                            | 4     |
| 28    | P.J. Jones            | All American Racing                                             | 3     |
| 29    | Christian Danner      | Payton/Coyne Racing                                             | 1     |
| 30    | Michel Jourdain Jr.   | Payton/Coyne Racing                                             | 1     |
| 31    | Arnd Meier            | Project Indy Payton/Coyne Racing                                | 1     |